# سیدنی مورنینگ هرالد
سیدنی مورنینگ هرالد (انگلیسی: The Sydney Morning Herald);(SMH) یک روزنامه نیم‌قطع روزانه است که توسط انتشارات فیرفکس در سیدنی استرالیا منتشر می‌شود. این روزنامه (SMH) ابتدا با نام سیدنی هرالد در سال ۱۸۳۱ بنیانگذاری و منتشر شد و قدیمی‌ترین روزنامه استرالیا به‌شمار می‌رود و دارای یک برند ملی آنلاین است. سیدنی مورنینگ هرالد شش روز در هفته منتشر می‌شود. این روزنامه در سراسر استرالیا بجر قلمرو شمالی این کشور توزیع می‌شود. نسخه‌های محدودی از آن نیز در روزنامه فروشی‌های زلاند نو و کمیسیون عالی استرالیا در لندن در معرض استفاده عموم قرار می‌گیرد.